# 피에카리실롱스키에

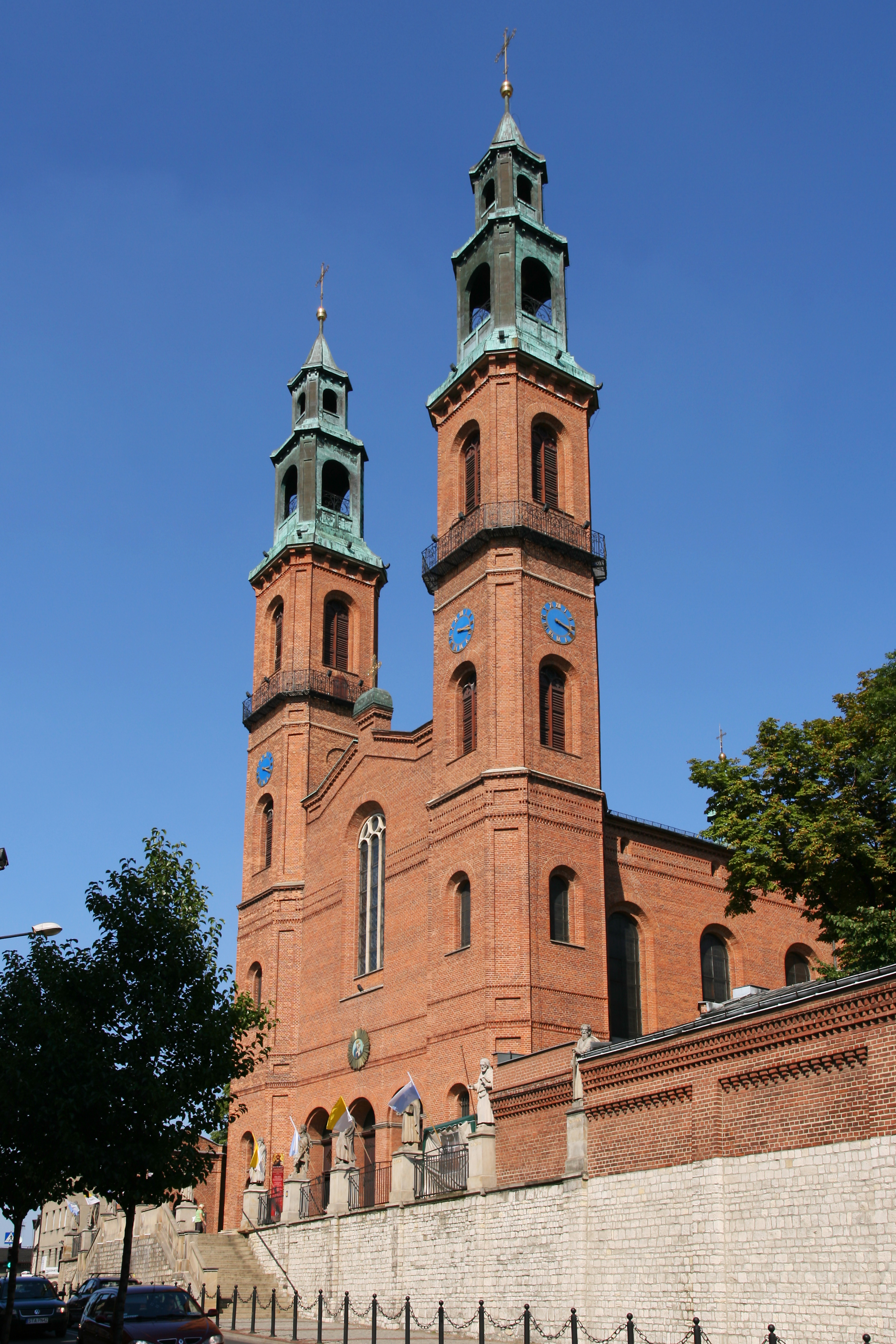
피에카리실롱스키에에 있는 성모 마리아 · 성 바르톨로뮤 성당

피에카리실롱스키에(폴란드어: Piekary Śląskie, 독일어: Deutsch Piekar)는 폴란드 남부 실롱스크주에 위치한 도시로, 면적은 39.98km2, 인구는 59,061명(2008년 기준), 인구 밀도는 1,500명/km2이다.

시기
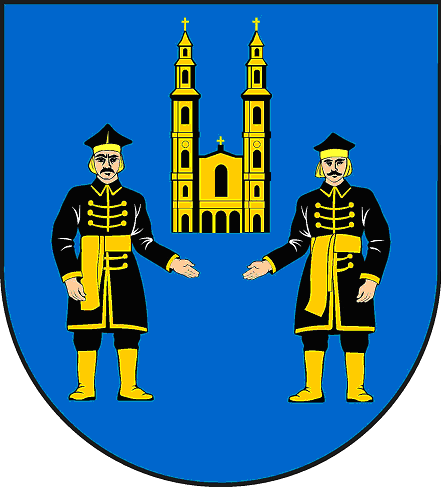
시 문장